# František Hrubín

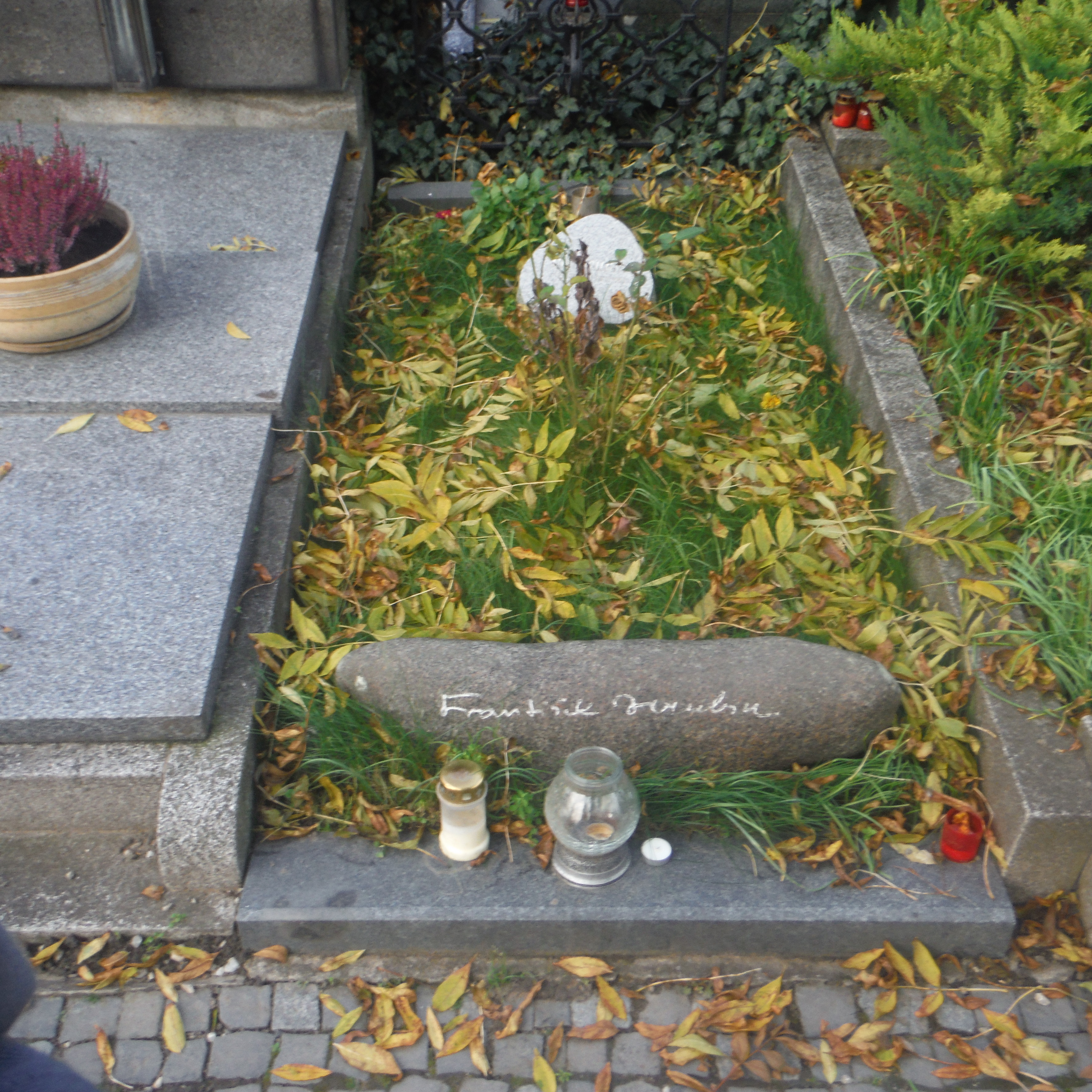
Hrob F. Hrubína na Vyšehradském hřbitově

František Hrubín (17. září 1910 Královské Vinohrady – 1. března 1971 České Budějovice) byl český spisovatel, básník (autor přírodní a milostné lyriky, později básník obav), dramatik, scenárista, překladatel (především z francouzštiny).

## Životopis
Narodil se na Královských Vinohradech v Balbínově ulici čp. 486 (dům již neexistuje) v rodině stavitelského asistenta Františka Hrubína z Břežan (* 1880) a Anny, rozené Novotné z Lešan (* 1887). Rodina žila na Královských Vinohradech, po vypuknutí první světové války ale otec narukoval. Matka se proto v roce 1914 přestěhovala s Františkem i jeho jednoročním bratrem Josefem ke svému otci, chalupníku Josefu Novotnému, do Lešan.
V Lešanech v Posázaví prožil František Hrubín dětství a v letech 1916–1922 zde chodil do školy. Posázaví, které zobrazil například v dílech Romance pro křídlovku, Zlatá reneta či Lešanské jesličky, zůstalo jeho celoživotní inspirací.
Studoval na několika gymnáziích v Praze, po maturitě v roce 1932 se neúspěšně pokoušel vystudovat filozofii a práva na Karlově univerzitě. Od roku 1934 byl zaměstnán v Městské knihovně v Praze a později na ministerstvu informací. V roce 1946 se stal spisovatelem z povolání.
Dne 2. prosince 1939 se oženil s Jarmilou Holou, s níž měl dceru Jitku (1940–2020, provd. Minaříková, překladatelka) a syna Víta (1945–1995, filmový a televizní režisér).
Výrazně se podílel na založení dětského časopisu Mateřídouška, v letech 1945–1948 ho redigoval.
Na II. sjezdu Svazu československých spisovatelů (1956) spolu s Jaroslavem Seifertem odvážně kritizoval spojení literatury a politiky. Zastal se zde nejen perzekvovaných, ale i zavřených básníků (Jiřího Koláře). Emotivně odmítl odsuzující názory Ladislava Štolla na poezii Františka Halase. Na sjezdu byl též zvolen do ústředního výboru svazu. Jeho vystoupení vedlo nejprve k zákazu literární činnosti, velice brzy mu bylo povoleno překládat a psát literaturu pro děti, jeho samostatná tvorba procházela různými obdobími zákazů a vydávání.
Od roku 1945 žil v Praze-Holešovicích a v Lešanech. Často též pobýval v Chlumu u Třeboně, kde později vlastnil dům.
Je pochován na pražském Vyšehradském hřbitově.

## Dílo
F. X. Šalda o Hrubínovi řekl: Tichý extatik a mámivý melodik.

### Básnické sbírky
- Zpíváno z dálky – 1933 – písňová melodická poezie, blízká Seifertově
- Krásná po chudobě – 1935 – motivy zrození a smrti, země a vesmíru, objevuje se touha po harmonii, příklon k pozitivním hodnotám.
- Země po polednách – 1937
- Včelí plást – 1940 – meditativní
- Země sudička – 1941 – příklon k tradičním poetickým hodnotám. V období okupace; říká, že země je jedinou jistotou.
- Mávnutí křídel – 1944
- Cikády – 1944
- poéma Jobova noc – 1945 – JOB = BOJ, vyjadřování pocitu ohrožení rodné země, pětidílná poéma, patetický obraz českého národa
- Chléb s ocelí – 1945 – reakce na válku
- Hirošima – 1948 – lyrickoepická skladba, příklon k volnému verši. Marxistická kritika toto dílo nepřijala. Pojednává o osudech lidí před výbuchem. Milenci, nemocní, pak přijde výbuch.
- Proměna – 1957
- Přilby a šeříky; Stalingrad; Chléb s ocelí; Jobova noc; Pražský máj – 1960
- Až do konce lásky – 1961
- Romance pro křídlovku – 1962; dílo v roce 1966 zfilmoval režisér Otakar Vávra pod stejným názvem.
- Černá denice – 1968
- poéma Lešanské jesličky – 1970

### Próza
- U stolu – 1958
- Zlatá reneta – 1964

### Drama
- Srpnová neděle – 1958 – zde se odvrací od pracovního prostředí a volí prostředí jihočeského rybníka; o jeho postavách nelze jednoznačně říci, zda jsou kladné, či záporné. Tím se toto drama značně liší od tehdejších československých her a lze říci, že bylo určitým signálem k pomalé reakci na světovou tvorbu. Jsou zde rozebírány vztahy jednotlivých rekreantů a rozdíly generační. Hra byla v roce 1960 zfilmována v režii Otakara Vávry.
- Křišťálová noc – 1961
- Oldřich a Božena – hra byla v roce 1984 zfilmována v režii Otakara Vávry.

### Pro děti
Pro děti psal říkanky, hádanky, rozpočítadla, písničky a básničky (Říkejte si se mnou, 1943; Jak se chytá sluníčko, 1948; Hrajeme si celý den, 1955; Běží ovce, běží: hádanky, 1957, ilustrovala Dagmar Berková; Sviť, sluníčko, sviť, 1961), větší lyrickoepické básně, pohádky veršem i prózou (Pohádky z Tisíce a jedné noci, 1956; Dvakrát sedm pohádek, 1958; obě ilustroval Jiří Trnka). Průřez tvorbou pro děti vyšel v roce 1960 pod titulem Špalíček veršů a pohádek s Trnkovými ilustracemi. 
- Říkejte si se mnou – moderní poezie pro děti využívající lidové slovesnosti (říkadel, pohádek)
- Nesu, nesu kvítí – volné listy s obrázky a verši, které seznamují děti s šestnácti květinami, 1951

### Překlady
Překládal z francouzštiny (např. Charles Baudelaire, Stéphane Mallarmé, Arthur Rimbaud, Paul Verlaine), němčiny a za jazykové spolupráce přebásňoval z řady dalších jazyků (např. z čínštiny, indických jazyků, ruštiny, srbocharvátštiny).

### Ostatní
- Kráska a zvíře – hra upravena do češtiny podle původní francouzské předlohy pro otáčivé hlediště v Českém Krumlově
- scénář k filmu Vánoční sen režiséra Bořivoje Zemana
- scénář k filmu Romance pro křídlovku režiséra Otakara Vávry
- námět k filmu Oldřich a Božena z roku 1984.

### Televize
- 1962 „U řeky“ z cyklu Malá noční povídka; Hrubín uváděl pořad spolu s Otakarem Brouskem, který přednesl jeho povídku.

## Zajímavosti
- Zatímco Literární noviny vydané ještě během II. sjezdu Svazu československých spisovatelů zveřejnily Hrubínův a Seifertův diskusní příspěvek v plném znění,[9][6] Literární noviny z 20. května 1956, které shrnují obsah celého II. sjezdu, již Hrubínovo a Seifertovo vystoupení neotiskly; otiskují vystoupení ostatních diskutujících.[7]
- Václav Černý uvádí ve svých pamětech: … Čep toužil hlavně po rodné hroudě a teplém vzduchu nad ní, chyběla mu sladká družnost přátelská, nyl po domově. … situace byla u nás roku 1966 natolik politicky pokročilá, že bylo do několika roků možné předpovídat uvolnění interdiktu nad Čepem vysloveného, a v Praze už byli lidé, kteří by pečovali o čin. Co nebylo možné v Čepově nemocném srdci ničím přikrýt, byla vzpomínka: před čáskem byla v Paříži v Hoffmeisterově režii delegace československé obce spisovatelské, na jejím čele Hrubín, byl jsem rád, že jsem svou pomocí verlainovsko-mallarméovskou expříteli, který francouzsky ústa otevřít nedovedl, k té cestě a cti přidopomohl; na zprávu o příjezdu delegace Čep poslal Hrubínovi do hotelu dopis, dopis příteli z nejstarších, byl by ho rád uvítal u sebe, ve své domácnosti. A Hrubín, básník režimu, ten dopis před očima svědků – potřeboval jich do Prahy – roztrhal a spláchl v abortu [záchodu], ať všichni vidí, že nemá, nechce mít nic společného se zrádcem.[10]

## Ocenění
Státní ceny:
- 1942 Státní cena za literaturu Země sudička
- 1954 Státní cena za literaturu, poezie Mánesův orloj, Kuřátko v obilí, Hrajte si s námi
- 1958 Státní cena za literaturu Můj zpěv. Proměna
- 1964 Cena Marie Majerové (za nejlepší díla dětské literatury)
- 1966 titul národní umělec
- 1968 Cena Marie Majerové
- 1968 Státní cena za literaturu, film. Romance pro křídlovku
- V roce 1969 byl oceněn při příležitosti setkání ke 40 letům od smrti Otokara Březiny, kdy obdržel pamětní medaili ke 100. výročí narození Otokara Březiny.[12]

Veřejná prostranství:
- Ulice Hrubínova je v Praze 4, Benešově, Hradci Králové, Neratovicích a Jirnech
- Ulice Františka Hrubína je v Českých Budějovicích, Teplicích, Třebíči, Svitavách a Havířově
- Busta Františka Hrubína je umístěna v Havířově a Chlumu u Třeboně
- V roce 2015 projednávala Praha 7 zakoupení a umístění pamětní desky Františka Hrubína[13]

Pamětní síň:
- Pamětní síň Františka Hrubína je v Lešanech čp. 23 (v okrese Benešov).